# ولد حرا
ولد حرا (باليابانية: 恐竜探険隊ボーンフリー) مسلسل أطفال أنمي ياباني من إنتاج Tsuburaya في عام 1976 وأيضاً إنتاج ENOKI Film Tokyo وهو مزيج بين الأنيمي والتصوير الحقيقي، يحكي عن فريق يقوم بجمع الديناصورات من العالم وتجميعها في مكان منعزل لتعيش فيه بسلام.

## الشخصيات

### فرقة ولد حرا
- دكتور لبيب
- جاسر
- رشيدة
- مسعود
- جابر
- جمال

### الأشرار
- فاتك
- مطيع

## الدبلجة
- سامي قفطان
- مقداد مسلم
- عزيز خيون
- قاسم الملاك
- هاني هاني
- ايمان هاوي
- عواطف نعيم
- محمود عبدالعباس
- ماركنينا يوخنا
- ميمون حمزة
- عز الدين طابو
- نجم شهيب
- بيداء عبد الرحمن

## وصلات خارجية
- ولد حرا على موقع IMDb (الإنجليزية)
- ولد حرا على موقع قاعدة بيانات الفيلم (الإنجليزية)
- ولد حرا على موقع ANN anime (الإنجليزية)